# Bonnie & Clyde EP
Bonnie & Clyde è un EP del gruppo statunitense degli Afghan Whigs, pubblicato nel 1996 dalla Elektra Records. Creep è una cover delle TLC tratta dall'album Crazy Sexy Cool (1994). If I Only Had A Heart è una cover tratta dal film The Wizard of Oz (1939), cantata originariamente da Jack Haley e Adriana Caselotti. You've Changed (Carey/Fisher, 1942) è stata registrata da numerosi artisti jazz, tra i quali Nat King Cole, Billie Holiday, Buddy Rich and Babs Gonzales. I Want To Go To Sleep è stata scritta da Harold Chichester.

## Tracce
1. Going to Town (Dulli) - 3:18
2. Creep (Austin) - 3:41
3. If I Only Had A Heart (Arlen/Harburg) - 5:00
4. You've Changed (Carey/Fisher) - 4:23
5. I Want to Go to Sleep (Chichester) - 3:25

## Formazione

### Gruppo
- Greg Dulli - voce, chitarra
- Rick McCollum - chitarra
- John Curley - basso
- Paul Buchignani - batteria

### Altri musicisti
- Harold Chichester - clavinet, pianoforte, cori
- Shawn Smith - cori
- Barbara Hunter - violoncello
- Doug Falsetti - cori in Creep
- Tracey Maloney - cori in If I Only Had A Heart
- Scott Furuta - clarinetto in You've Changed

## Crediti
- Jeff Powell - ingegnere del suono
- missaggio:
  - Greg Dulli e Jeff Powell, Ardent Studios, Memphis, Tennessee, ottobre 1995
- Danny Clinch - fotografia
- Jennifer Roddie - design